# McCauley Rock
McCauley Rock är en kulle i Antarktis. Den ligger i Västantarktis. Argentina och Storbritannien gör anspråk på området. Toppen på McCauley Rock är 1 020 meter över havet.
Terrängen runt McCauley Rock är varierad, och sluttar brant österut. Trakten är obefolkad. Det finns inga samhällen i närheten.